# Jermaine Fowler
Jermaine Fowler (ur. 16 maja 1988 w Waszyngtonie) – amerykański aktor, scenarzysta i komik. Wystąpił jako Franco Wicks w sitcomie CBS Superior Donuts (2017–2018).

## Wybrana filmografia
- 2015: Robot Chicken jako Billy (głos)
- 2015-2019: BoJack Horseman jako Pete Repeat (głos)
- 2017: Głowa rodziny (Family Guy) jako dzieciak (głos)
- 2017–2018: Superior Donuts jako Franco Wicks
- 2017-2019: Na wylocie (Crashing) jako Russell